# Zoren
Zoren, pseudonimo di Renzo Ghiozzi (Firenze, 1907 – Firenze, 1985), è stato un artista e pittore italiano.

## Biografia

### Infanzia e studi
Renzo Ghiozzi nacque a Firenze nel 1907. Tra il 1928 ed il 1932 si trasferisce a Roma, dove compie gli studi, iniziando contemporaneamente ad occuparsi di arte. Fu di questo periodo la sua partecipazione alla I Quadriennale nazionale d'arte di Roma.

### 1959-1975: La Numero
Durante gli anni '50 Ghiozzi si era spostato tra Modena e Firenze, entrando in contatto con Fiamma Vigo ed il gruppo di Numero. La sua prima mostra risale al 1959, quando partecipò alle collettive della Galleria Numero, per poi esporre con il gruppo Numero nel 1960, prima nella galleria di Firenze e poi alle mostre presso il Centro culturale di Genova, alla Galleria Il Prisma di Milano, alla Galleria il Traghetto di Venezia e ancora presso la mostra Art abstrait italien contemporain di Ostenda.
Moltissime le mostre nazionali ed internazionali di questi anni legate al gruppo Numero, con cui collaborò strettamente dal 1953 al 1975 attraverso le frequentazioni di artisti come Osvaldo Licini, Antonio Calderara, Giovanni Korompay, Umberto Peschi, Edgardo Mannucci, Pia Pizzo, Michelangelo Conte, Hsiao Chin.

## Zoren nei musei
- Musei civici di palazzo Buonaccorsi, Macerata[2]